# Giro di Croazia 2024
Il Giro di Croazia 2024, dodicesima edizione della corsa e valevole come evento dell'UCI Europe Tour 2024 categoria 2.1, si svolse in sei tappe dal 1º al 6 ottobre 2024, su un percorso di 785 km, con partenza da Vodizze e arrivo a Zagabria, in Croazia. La vittoria fu appannaggio dello statunitense Brandon McNulty, il quale completò il percorso in 17h23'53", precedendo il danese Tobias Lund Andresen e il britannico Fred Wright.
Sul traguardo di Zagabria 111 ciclisti, dei 139 partiti da Vodizze, portarono a termine la competizione.

## Tappe
| Tappa  | Data       | Percorso                 | km    | Vincitore di tappa    | Leader cl. generale |
| ------ | ---------- | ------------------------ | ----- | --------------------- | ------------------- |
| 1ª     | 1º ottobre | Vodizze > Signo          | 162,5 | Alexander Kristoff    | Alexander Kristoff  |
| 2ª     | 2 ottobre  | Zaravecchia > Novaglia   | 114,5 | Juan Sebastián Molano | Giovanni Lonardi    |
| 3ª     | 3 ottobre  | Novi > Abbazia           | 89,5  | Brandon McNulty       | Brandon McNulty     |
| 4ª     | 4 ottobre  | Veglia > Albona          | 160,5 | Tobias Lund Andresen  | Brandon McNulty     |
| 5ª     | 5 ottobre  | Ozalj > Karlovac         | 100,5 | Alexander Kristoff    | Brandon McNulty     |
| 6ª     | 6 ottobre  | Sveta Nedelja > Zagabria | 157,5 | Oded Kogut            | Brandon McNulty     |
| Totale | Totale     | Totale                   | 785   |                       |                     |

## Squadre e corridori partecipanti
| N.    | Cod. | Squadra                   |
| ----- | ---- | ------------------------- |
| 1-7   | CJR  | Caja Rural-Seguros RGA    |
| 11-17 | TBV  | Bahrain Victorious        |
| 21-27 | IGD  | Ineos Grenadiers          |
| 31-37 | RBH  | Red Bull-Bora-Hansgrohe   |
| 41-47 | DFP  | Team DSM-Firmenich PostNL |
| 51-57 | JAY  | Team Jayco AlUla          |
| 61-67 | UAD  | UAE Team Emirates         |
| 71-77 | EKP  | Equipo Kern Pharma        |
| 81-87 | IPT  | Israel-Premier Tech       |
| 91-97 | Q36  | Q36.5 Pro Cycling Team    |

| N.      | Cod. | Squadra                    |
| ------- | ---- | -------------------------- |
| 101-107 | TDT  | TDT-Unibet Cycling Team    |
| 111-117 | PTK  | Team Polti Kometa          |
| 121-126 | TUD  | Tudor Pro Cycling Team     |
| 131-137 | UXM  | Uno-X Mobility             |
| 141-147 | ADR  | Adria Mobil                |
| 151-157 | ATT  | ATT Investments            |
| 161-167 | LGS  | Ljubljana Gusto Santic     |
| 171-177 | MSP  | Mazowsze Serce Polski      |
| 181-187 | MET  | Metec-Solarwatt p/b Mantel |
| 191-197 | SWT  | Santic-Wibatech            |

## Dettagli delle tappe

### 1ª tappa
- 1º ottobre: Vodizze > Signo – 162,5 km

Risultati
| Pos. | Corridore           | Squadra | Tempo    |
| ---- | ------------------- | ------- | -------- |
| 1    | Alexander Kristoff  | Uno-X   | 3h53'02" |
| 2    | Giovanni Lonardi    | Polti   | s.t.     |
| 3    | Alberto Bruttomesso | Bahrain | s.t.     |

| Pos. | Corridore          | Squadra | Tempo    |
| ---- | ------------------ | ------- | -------- |
| 1    | Alexander Kristoff | Uno-X   | 3h52'52" |
| 2    | Giovanni Lonardi   | Polti   | a 4"     |
| 3    | Cyrus Monk         | Q36.5   | s.t.     |

### 2ª tappa
- 2 ottobre: Zaravecchia > Novaglia – 114,5 km

Risultati
| Pos. | Corridore           | Squadra  | Tempo    |
| ---- | ------------------- | -------- | -------- |
| 1    | J. Sebastián Molano | UAE      | 2h16'19" |
| 2    | Giovanni Lonardi    | Polti    | s.t.     |
| 3    | Sam Welsford        | Red Bull | s.t.     |

| Pos. | Corridore          | Squadra | Tempo    |
| ---- | ------------------ | ------- | -------- |
| 1    | Giovanni Lonardi   | Polti   | 6h09'09" |
| 2    | Alexander Kristoff | Uno-X   | a 2"     |
| 3    | Cyrus Monk         | Q36.5   | a 6"     |

### 3ª tappa
- 3 ottobre: Novi > Abbazia – 89,5 km[1]

Risultati
| Pos. | Corridore        | Squadra | Tempo    |
| ---- | ---------------- | ------- | -------- |
| 1    | Brandon McNulty  | UAE     | 1h47'23" |
| 2    | Igor Arrieta     | UAE     | a 34"    |
| 3    | T. Lund Andresen | DSM     | s.t.     |

| Pos. | Corridore        | Squadra | Tempo    |
| ---- | ---------------- | ------- | -------- |
| 1    | Brandon McNulty  | UAE     | 7h56'41" |
| 2    | Giovanni Lonardi | Polti   | a 25"    |
| 3    | Cyrus Monk       | Q36.5   | a 31"    |

### 4ª tappa
- 4 ottobre : Veglia > Albona – 160,5 km

Risultati
| Pos. | Corridore            | Squadra | Tempo    |
| ---- | -------------------- | ------- | -------- |
| 1    | T. Lund Andresen     | DSM     | 3h58'38" |
| 2    | Edoardo Zambanini    | Bahrain | s.t.     |
| 3    | Odd Christian Eiking | Uno-X   | a 3"     |

| Pos. | Corridore         | Squadra | Tempo     |
| ---- | ----------------- | ------- | --------- |
| 1    | Brandon McNulty   | UAE     | 11h55'22" |
| 2    | T. Lund Andresen  | DSM     | a 22"     |
| 3    | Edoardo Zambanini | Bahrain | a 28"     |

### 5ª tappa
- 5 ottobre: Ozalj > Karlovac – 100,5 km

Risultati
| Pos. | Corridore          | Squadra | Tempo    |
| ---- | ------------------ | ------- | -------- |
| 1    | Alexander Kristoff | Uno-X   | 2h12'14" |
| 2    | Oded Kogut         | Israel  | s.t.     |
| 3    | Giovanni Lonardi   | Polti   | s.t.     |

| Pos. | Corridore         | Squadra | Tempo     |
| ---- | ----------------- | ------- | --------- |
| 1    | Brandon McNulty   | UAE     | 14h07'46" |
| 2    | T. Lund Andresen  | DSM     | a 14"     |
| 3    | Edoardo Zambanini | Bahrain | a 28"     |

### 6ª tappa
- 6 ottobre: Sveta Nedelja > Zagabria – 157,5 km

Risultati
| Pos. | Corridore          | Squadra | Tempo    |
| ---- | ------------------ | ------- | -------- |
| 1    | Oded Kogut         | Israel  | 3h16'07" |
| 2    | Alexander Kristoff | Uno-X   | s.t.     |
| 3    | Tord Gudmestad     | Uno-X   | s.t.     |

| Pos. | Corridore        | Squadra | Tempo     |
| ---- | ---------------- | ------- | --------- |
| 1    | Brandon McNulty  | UAE     | 17h23'53" |
| 2    | T. Lund Andresen | DSM     | a 8"      |
| 3    | Fred Wright      | Bahrain | a 27"     |

## Evoluzione delle classifiche
| Tappa              | Vincitore             | Classifica generale Maglia rossa | Classifica a punti Maglia blu | Classifica scalatori Maglia verde | Classifica giovani Maglia bianca | Classifica a squadre      |
| ------------------ | --------------------- | -------------------------------- | ----------------------------- | --------------------------------- | -------------------------------- | ------------------------- |
| 1ª                 | Alexander Kristoff    | Alexander Kristoff               | Alexander Kristoff            | Axel van der Tuuk                 | Alberto Bruttomesso              | Bahrain Victorious        |
| 2ª                 | Juan Sebastián Molano | Giovanni Lonardi                 | Giovanni Lonardi              | Axel van der Tuuk                 | Alberto Bruttomesso              | Bahrain Victorious        |
| 3ª                 | Brandon McNulty       | Brandon McNulty                  | Giovanni Lonardi              | Axel van der Tuuk                 | Tobias Lund Andresen             | Bahrain Victorious        |
| 4ª                 | Tobias Lund Andresen  | Brandon McNulty                  | Brandon McNulty               | Axel van der Tuuk                 | Tobias Lund Andresen             | Team DSM-Firmenich PostNL |
| 5ª                 | Alexander Kristoff    | Brandon McNulty                  | Tobias Lund Andresen          | Axel van der Tuuk                 | Tobias Lund Andresen             | Team DSM-Firmenich PostNL |
| 6ª                 | Oded Kogut            | Brandon McNulty                  | Tobias Lund Andresen          | Axel van der Tuuk                 | Tobias Lund Andresen             | Team DSM-Firmenich PostNL |
| Classifiche finali | Classifiche finali    | Brandon McNulty                  | Tobias Lund Andresen          | Axel van der Tuuk                 | Tobias Lund Andresen             | Team DSM-Firmenich PostNL |

Maglie indossate da altri ciclisti in caso di due o più maglie vinte
- Nella 2ª tappa Giovanni Lonardi ha indossato la maglia blu al posto di Alexander Kristoff.
- Nella 3ª tappa Alexander Kristoff ha indossato la maglia blu al posto di Giovanni Lonardi.
- Nella 5ª tappa Giovanni Lonardi ha indossato la maglia blu al posto di Brandon McNulty.
- Nella 6ª tappa Igor Arrieta ha indossato la maglia bianca al posto di Tobias Lund Andresen.

## Classifiche finali

### Classifica generale - Maglia rossa
| Pos. | Corridore         | Squadra  | Tempo     |
| ---- | ----------------- | -------- | --------- |
| 1    | Brandon McNulty   | UAE      | 17h23'53" |
| 2    | T. Lund Andresen  | DSM      | a 8"      |
| 3    | Fred Wright       | Bahrain  | a 27"     |
| 4    | Edoardo Zambanini | Bahrain  | a 28"     |
| 5    | Pier-André Côté   | Israel   | a 34"     |
| 6    | Anders Foldager   | Jayco    | a 35"     |
| 7    | Pablo Castrillo   | Kern     | a 37"     |
| 8    | Warren Barguil    | Arkéa    | s.t.      |
| 9    | Frederik Wandahl  | Red Bull | s.t.      |
| 10   | Mattia Bais       | Polti    | a 41"     |

### Classifica a punti - Maglia blu
| Pos. | Corridore           | Squadra | Punti |
| ---- | ------------------- | ------- | ----- |
| 1    | T. Lund Andresen    | DSM     | 84    |
| 2    | Giovanni Lonardi    | Polti   | 57    |
| 3    | Oded Kogut          | Israel  | 55    |
| 4    | J. Sebastián Molano | UAE     | 48    |
| 5    | Alexander Kristoff  | Uno-X   | 45    |

### Classifica scalatori - Maglia verde
| Pos. | Corridore          | Squadra | Punti |
| ---- | ------------------ | ------- | ----- |
| 1    | Axel van der Tuuk  | Metec   | 29    |
| 2    | Robert Stannard    | Bahrain | 20    |
| 3    | Andreas Leknessund | Uno-X   | 15    |
| 4    | Edoardo Zambanini  | Bahrain | 10    |
| 5    | Hugo Aznar         | Kern    | 10    |

### Classifica giovani - Maglia bianca
| Pos. | Corridore        | Squadra  | Tempo     |
| ---- | ---------------- | -------- | --------- |
| 1    | T. Lund Andresen | DSM      | 17h24'01" |
| 2    | Igor Arrieta     | UAE      | a 59"     |
| 3    | Alexander Hajek  | Red Bull | a 1'32"   |
| 4    | Fran Miholjević  | Bahrain  | a 1'47"   |
| 5    | Joris Reinderink | Metec    | a 11'51"  |

### Classifica a squadre
| Pos. | Squadra                   | Tempo     |
| ---- | ------------------------- | --------- |
| 1    | Team DSM-Firmenich PostNL | 52h13'34" |
| 2    | Bahrain Victorious        | a 1'11"   |
| 3    | Ineos Grenadiers          | a 2'28"   |
| 4    | Uno-X Mobility            | a 5'32"   |
| 5    | Red Bull-Bora-Hansgrohe   | a 12'00"  |